# 부타 (음식)
부타(종카어: པུ་ཏ)는 부탄의 메밀국수 요리이다. 압면 방식으로 뽑아낸 메밀국수에 파, 고추, 달걀을 기름에 볶아 만든 소스를 붓고, 향신료와 소금을 넣어 비벼 먹는다. 우유나 버터밀크를 부어 국물국수로 즐기기도 한다.